# زاغوريسي (كونييتش)
زاغوريسي (بالسيريلية Загорице) هي قرية في البوسنة والهرسك. وهي تقع في بلدية كونييتش التابعة لكانتون الهرسك-نيريتفا في اتحاد البوسنة والهرسك. طبقا لنتائج تعداد البوسنة عام 2013 فقد كان عدد سكانها 190 نسمة.

## التركيبة السكانية

### التطور التاريخي للسكان
| 1961 | 1971 | 1981 | 1991 | 2013 |
| ---- | ---- | ---- | ---- | ---- |
| 267  | 274  | 275  | 204  | 190  |

## وصلات خارجية
- Maplandia (بالإنجليزية)